# Ёкояма, Рэйна
Рэйна Ёкояма (яп. 横山玲奈 Ёкояма Рэйна, род. 22 февраля 2001 года) — японский идол, участница тринадцатого поколения японской поп-группы Morning Musume.

## Биография

### Ранние годы
Рэйна Ёкояма родилась 22 февраля 2001 года в городе Сайтама. У неё есть младший брат.

### 2016
Участвовала в первом прослушивание Morning Musume '16 Shinseiki Audition, но не прошла дальше третьего раунда.
17 августа 2016 было анонсировано, что Рэйна присоединилась к Hello! Pro Kenshuusei.
С 3 по 30 ноября участвовала в мюзикле Nega Poji Poji.
12 декабря 2016 в ходе финального дня тура Morning Musume '16 Concert Tour Aki ~MY VISION~, было анонсировано, что она становится участницей 13 поколения Morning Musume, вместе с Каэдэ Кага.

### 2017
21 февраля, Рэйна и Каэдэ Кага провели свое дебютное фан-клуб мероприятие Morning Musume '17 13ki Member FC Event.
2 марта, Рэйна и Каэдэ Кага начали веб-ток-шоу исключительно для участников фан-клуба, под названием Reversible Radio.
Кроме того, с 6 апреля они участвуют в радиошоу, под названием Morning Musume '17 no Morning Diary, вместе с участницами 12-го поколения Morning Musume.
28 июля был выпущен цифровой сингл «Minmin Rock 'n' Roll!» с участием Рэйны и Мусубу Фунаки (участницей Country Girls, Angerme).
9 декабря было анонсирован, что Рэйна станет ведущей радиошоу с названием Young Town Doyoubi, вместо покинувшей группу Харуки Кудо.

### 2018
25 февраля отметила свой 17-й день рождения на мероприятии под названием Morning Musume '18 Yokoyama Reina Birthday Event, с двумя шоу в Shinjuku ReNY, Токио.

## Группы и юниты Hello! Project
- Hello Pro Kenshuusei (2016)
- Morning Musume (2016—)
- Minis? (2018)

## Дискография

### Студийные альбомы
Morning Musume
- 15 Thank you, too (2017)
- Hatachi no Morning Musume (2018)
- Best! Morning Musume 20th Anniversary (2019)

### Песни
- «Minmin Rock 'n' Roll!» (с Мусубу Фунаки)

## Фильмография

### DVD & Blu-ray
Сольные DVD & Blu-ray
| # | Название             | Дата выпуска | Чарты               | Лейбл  |
| # | Название             | Дата выпуска | Oricon Weekly Chart | Лейбл  |
| - | -------------------- | ------------ | ------------------- | ------ |
| 1 | First REINA YOKOYAMA | 4 июля 2018  | 51                  | zetima |

### ТВ-программы
- The Girls Live (2016—2019)

### Веб-программы
- Hello! Project Station (2016—)
- Reversible Radio (яп. リバーシブルラジオ) (2017—)

### Театр
- Nega Poji Poji (3-20 ноября 2016, BIG TREE THEATER, Токио)[14]
- Pharaoh no Haka  (2-11 июня 2017, Ikebukuro Sunshine Theater, Токио)[15]
- Pharaoh no Haka ~Hebi Ou Sneferu~ (1—10 июня 2018, Ikebukuro Sunshine Theater, Токио; 15—17 июня 2018, Mielparque Hall, Осака)[16]

## Фотокниги
Сольные фотокниги
1. THIS IS REINA (27 июня 2018, Wani Books, ISBN 978-4-8470-8126-2)
2. REINA is eighteen ~N to S~ (27 августа 2019, Wani Books, ISBN 978-4-8470-8231-3)

Совместные фотокниги
- Morning Musume '17 Shijou Drama "Haikei, Haru-senpai! ~Higashi-Azabu Koukou Hakusho~" (11 декабря 2017, Wani Books, ISBN 978-4-8470-4982-8)
- Morning Musume 20 Shuunen Kinen Official Book (19 июня 2018, Wani Books, ISBN 978-4-8470-8125-5)
- Morning Musume '18 Micchaku Documentary Photobook "NO DAY , BUT TODAY 21 Nenme ni Kaita Yumetachi VOL.1" (14 сентября 2018, Tokyo News Service, ISBN 4863368216)
- Morning Musume '18 Micchaku Documentary Photobook "NO DAY , BUT TODAY 21 Nenme ni Kaita Yumetachi VOL.2" (14 сентября 2018, Tokyo News Service, ISBN 4863368224)
- Morning Musume '18 Micchaku Documentary Photobook "NO DAY , BUT TODAY 21 Nenme ni Kaita Yumetachi VOL.3" (14 сентября 2018, Tokyo News Service, ISBN 4863368232)